# 谢姆里城堡

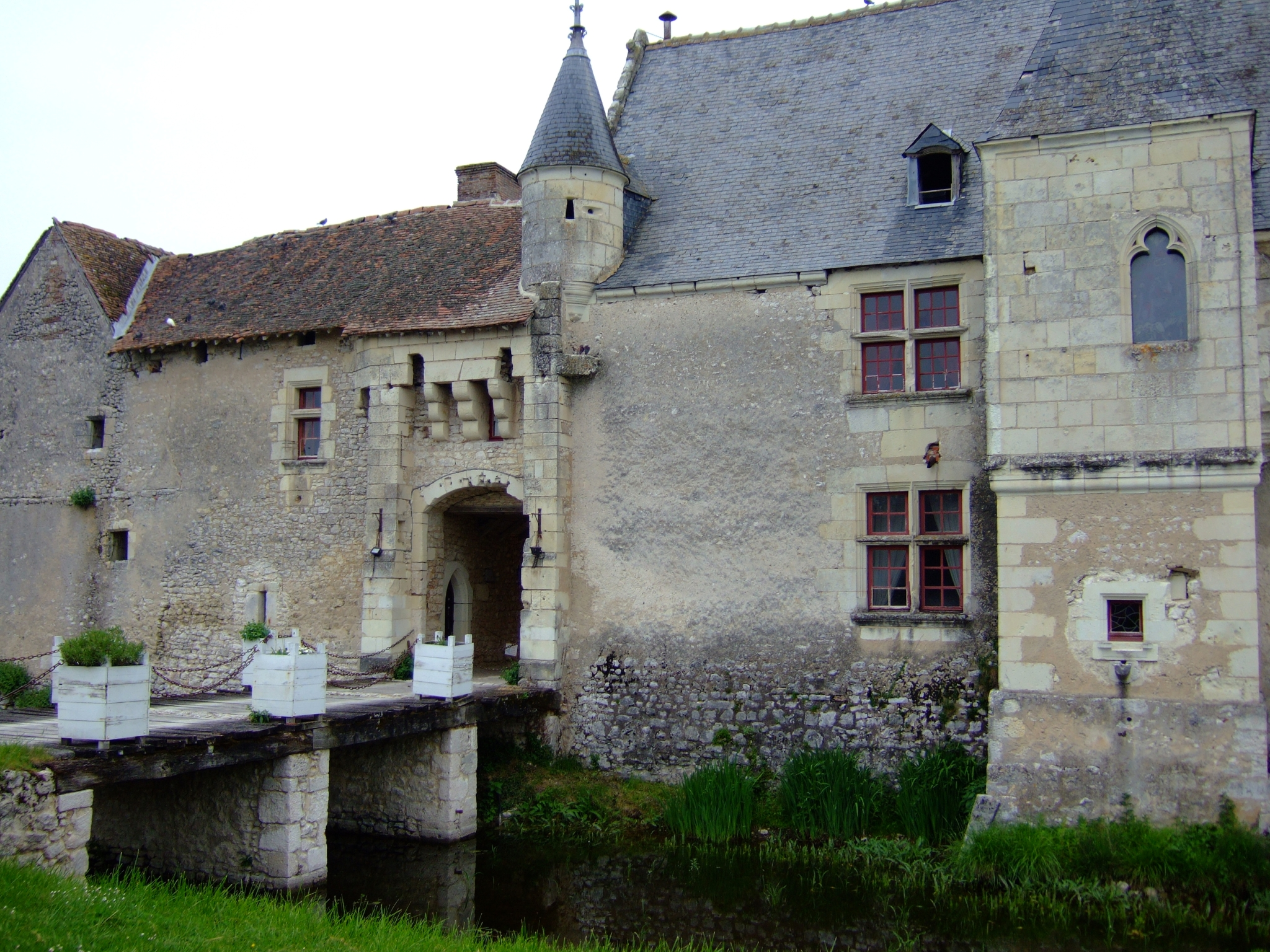

谢姆里城堡（Château de Chémery）是一座法国城堡，位于中央-卢瓦尔河谷大区卢瓦尔-谢尔省罗莫朗坦-朗特奈区谢姆里镇中心，背靠156国道，西侧为教堂，西北为市政厅，周围还有池塘和农田。该建筑建于13-16世纪。1926年1月26日列为法国历史遗迹。
城堡本身完全由护城河包围，南面是一座古老的吊桥，西侧是一座人行木桥。护城河外尚有两座附属建筑：西边的什一税谷仓和东南侧的鸽舍。城堡本身的建筑围绕着一个长方形的中央庭院。